# Motorola Edge 30 Ultra
El Motorola Moto Edge 30 Ultra es un smartphone de alta gama desarrollado por Motorola Mobility. Fue lanzado en septiembre de 2022 como parte de la serie Moto Edge. Este dispositivo se destaca por sus especificaciones técnicas avanzadas y su diseño elegante, compitiendo en el segmento premium del mercado de smartphones. El Moto edge 30 ultra es el hermano mayor de la familia Edge 30 .

## Características

### Hardware
El Motorola Edge 30 Ultra funciona con un Soc Qualcomm Snapdragon 8+ Gen 1 que incluye tres CPU ARM Cortex-X2 1x 3.19GHz (Single-core) ARM Cortex-A710 3x 2.75GHz (Triple-core) ARM Cortex-A510 
4x 2GHz (Quad-core) de con una pantalla de 6.67 pulgadas, tiene un procesador Octa-core a 3.19GHz, 2.75GHz y 2GHz con un GPU Qualcomm Adreno 730 con 12 GB de RAM o también puede ser 8 GB de RAM y 256 GB de almacenamiento y también 1 TB de memoria expandible.
Tiene una pantalla P-Oled de 6.67 pulgadas con la resolución de 1080 x 2400. Tiene tres cámaras traseras de 200 MP + 50 MP + 12MP con una apertura de f/2.2, f/2.0 y f/1.6 y no cuenta con autofoco y flash Led. La cámara frontal de 60 MP con una apertura de f/2.2 y no cuenta con flash Led
Software
El Motorola Edge 30 Ultra funciona con Android 12 y la interfaz de usuario My UX de Motorola.